# Gmina Picar
Gmina Picar (alb. Komuna Picar) – gmina miejska położona w południowej części Albanii. Administracyjnie należy do okręgu Gjirokastra w obwodzie Gjirokastra. W 2011 roku populacja gminy wynosiła 937 osób w tym 440 kobiet oraz 497 mężczyzn, z czego Albańczycy stanowili 87,62%, a Grecy 0,11% mieszkańców. 
W skład gminy wchodzi pięć miejscowości: Picar, Golem, Kaparjë, Kolonjë, Shtepëz.